# Berg (efternavn)
 For alternative betydninger, se Berg. (Se også artikler, som begynder med Berg)
Berg er et tysk efternavn.
Kendte personer med dette efternavn omfatter:
- Alban Berg (1885−1935), østrigsk komponist
- Christen Berg (1829−1891), dansk politiker
- Claus Berg (død ca. 1535), tysk billedhugger
- Henning Berg (født 1969), tidligere norsk fodboldspiller
- Karen Berg (1906−1995), dansk skuespillerinde
- Mads Schelde Berg (født 1998), cykelrytter fra Danmark
- Marcus Berg (født 1986), svensk fodboldspiller
- Maren Berg (1836−1906), dansk bladudgiver
- Michael Berg (født 1955), tidligere dansk håndboldspiller
- Paul Berg (født 1926), amerikansk biokemiker
- Poul Berg (født 1970), dansk manuskriptforfatter og filminstruktør
- Sigurd Berg (1868−1921), dansk politiker og minister
- Taina Anneli Berg (født 1968), dansk skuespiller